# Hohes Birkigt
Hohes Birkigt (česky doslovně Vysoká Březina) je 424 m vysoký vrch v Západolužické pahorkatině a vrchovině. Jeho vrchol leží na území města Neustadt in Sachsen (místní část Polenz) v zemském okrese Saské Švýcarsko-Východní Krušné hory v Sasku.

## Charakteristika
Vrch Hohes Birkigt se rozkládá na území vesnic Polenz (místní část města Neustadt in Sachsen) a Cunnersdorf (místní část města Hohnstein). Z geomorfologického hlediska náleží k Západolužické pahorkatině a vrchovině. Geologické podloží tvoří stolpenská žula narušená žílou andezitu a doleritu. Převládajícím půdním typem je oglejená kambizem doplněná o glej až koluvizem spolu s erodovanou parakambizemí. Západní až severní svahy sahají až k řece Polenz, do které zároveň odtéká z Hohes Birkigt několik bezejmenných vodotečí. Vrch tak náleží k povodí Labe a k úmoří Severního moře. Přes vrch vede zeleně značená turistická trasa spojující Neustadt s údolím Polenze a červeně značená trasa procházející údolím Polenze. Převážná část kopce leží na území chráněné krajinné oblasti Oberes Polenztal und Hohes Birkigt. Na jižním svahu se nachází starý kamenolom a poblíž stojí dřevěný Lamprechtův kříž.

## Galerie

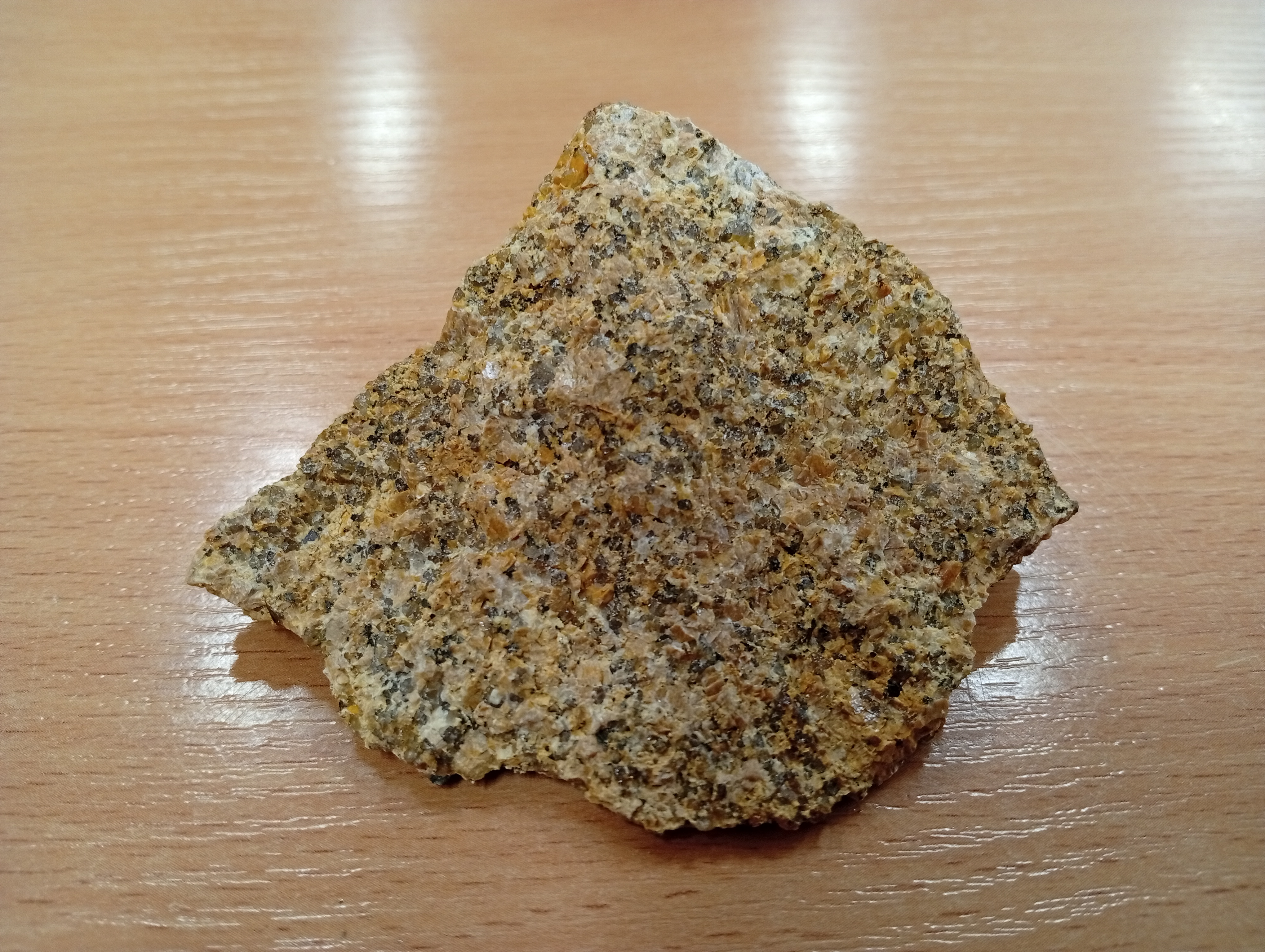
Stolpenská žula
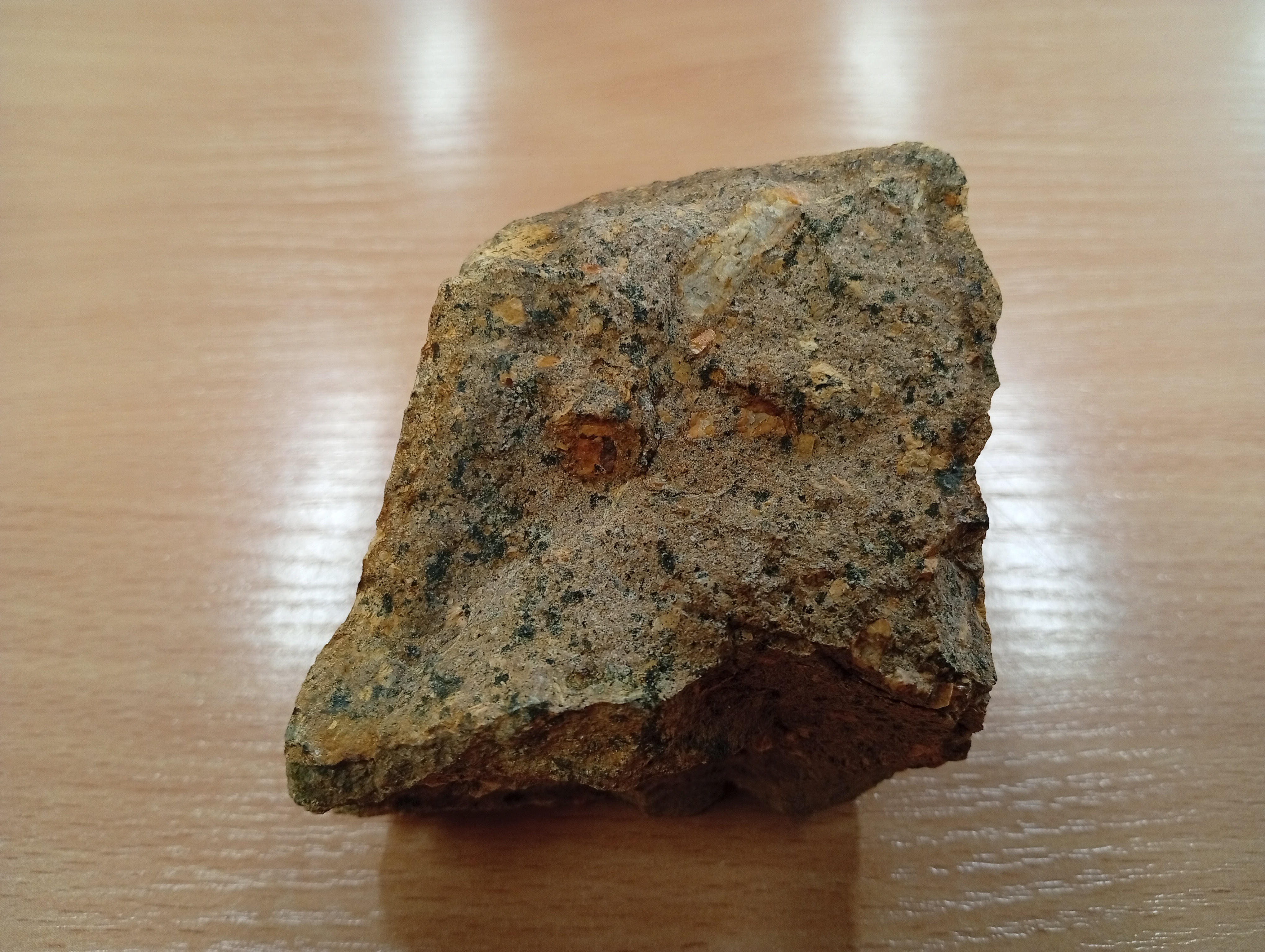
Andezit
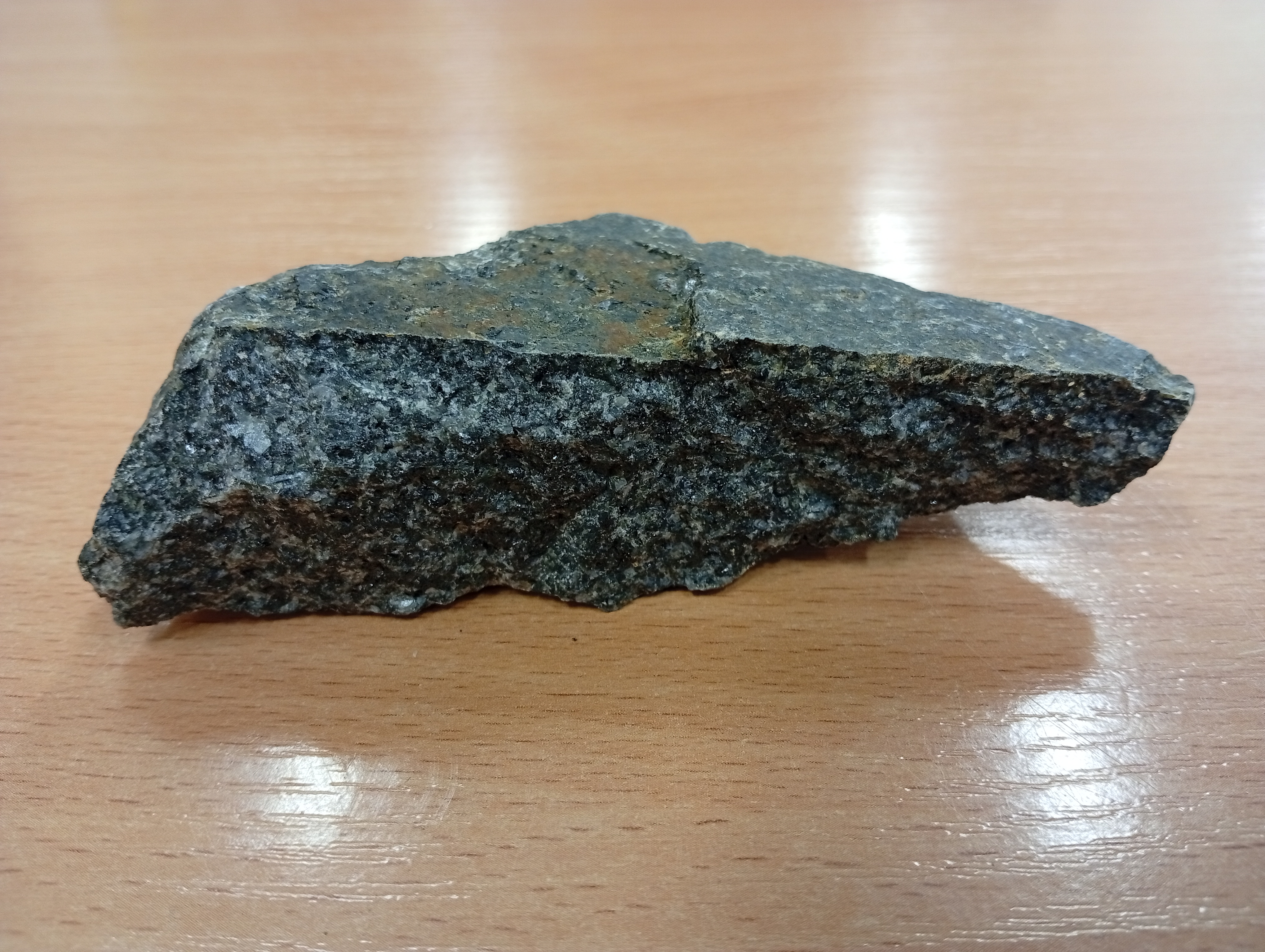
Dolerit